# Jonen
Jonen (toponimo tedesco) è un comune svizzero di 2 063 abitanti del Canton Argovia, nel distretto di Bremgarten.

## Monumenti e luoghi d'interesse

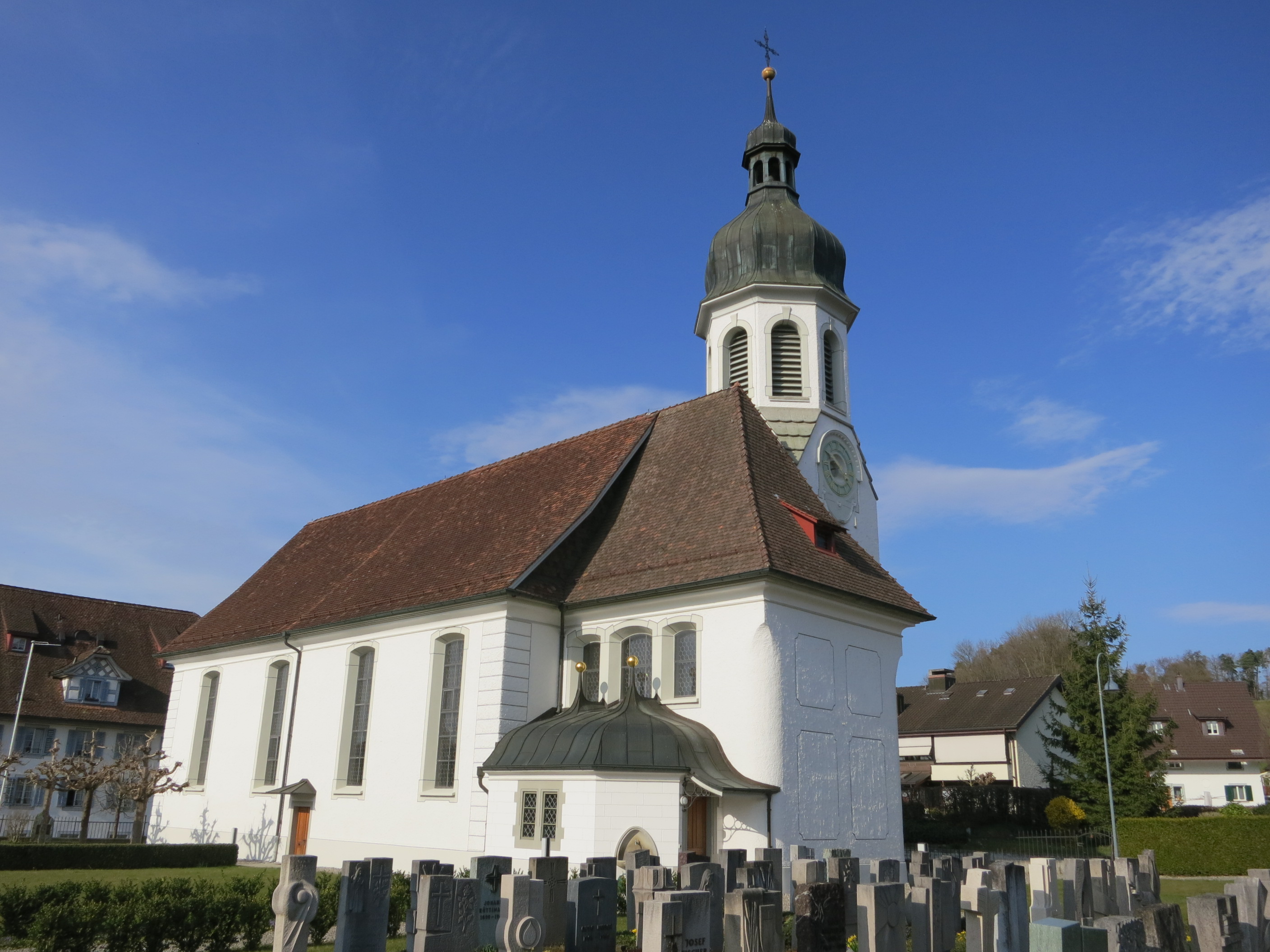
La chiesa cattolica di San Francesco Saverio

- Chiesa cattolica di San Francesco Saverio, attestata dal 1598 e ricostruita nel 1804, nel 1811 e nel 1910[1].

## Società

### Evoluzione demografica
L'evoluzione demografica è riportata nella seguente tabella:
Abitanti censiti

## Amministrazione
Ogni famiglia originaria del luogo fa parte del cosiddetto comune patriziale e ha la responsabilità della manutenzione di ogni bene ricadente all'interno dei confini del comune.